# Santa Rosa, Asunción Ixtaltepec
Santa Rosa är en ort i Mexiko.   Den ligger i kommunen Asunción Ixtaltepec och delstaten Oaxaca, i den sydöstra delen av landet, 500 km sydost om huvudstaden Mexico City. Santa Rosa ligger 201 meter över havet och antalet invånare är 246.
Terrängen runt Santa Rosa är platt åt nordost, men åt sydväst är den kuperad. Runt Santa Rosa är det glesbefolkat, med 20 invånare per kvadratkilometer. Närmaste större samhälle är Matías Romero, 15,8 km norr om Santa Rosa. Omgivningarna runt Santa Rosa är en mosaik av jordbruksmark och naturlig växtlighet.